# 争球

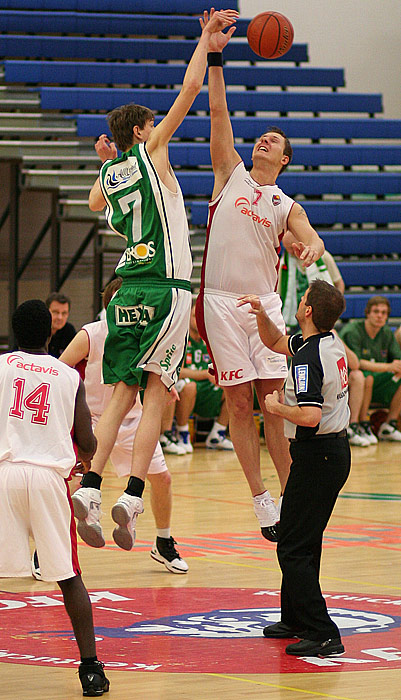
篮球比赛通过在中圈的争球开始。

在篮球比赛中，争球或跳球是一种使比赛恢复进行的方法。双方各一名队员要试图争抢从空中落下的球以尝试获得球权。
在NBA的比赛中，第一节和每一个延长期的开始都要在中圈争球。而当双方的队员同时触球都没争抢下来并且无法判断球权时，裁判也会判罚争球，这时裁判将选择中圈和双方罚球弧圈中最近的一个作为争球地点。争球时，双方各派一名队员(比赛中争球时，由双方当事人)站至中圈准备，裁判在中圈中心点向上抛球，球下落时球员即可触球，球员必须在空中将球打出而不能持球落地。
在篮球规则中，有一项用于代替争球的措施，称为球权箭头，当裁判判罚争球后，将根据箭头方向判定球权。争球后此箭头转向另一方。箭头的初始方向为开赛争球时失败一方的方向。1981年在大学联赛中使用。
国际篮球联合会在2003年采纳了球权箭头规则，但是与之前规则不同的是，每个延长期的开始不争球，并根据箭头方向判定球权。.
欧洲篮球联赛从2005-2006赛季采用球权箭头规则，CBA联赛从2003-2004赛季开始采用此规则。